# 莱圣雷米
莱圣雷米（法語：Lay-Saint-Remy）是法国默尔特-摩泽尔省的一个市镇，位于该省西南部，和默兹省接壤，属于图勒区。该市镇总面积3.8平方公里，2009年时的人口为345人。

## 人口
莱圣雷米人口变化图示